# Juan de Robles
Juan de Robles (Medina del Campo, c. 1492 - Real Monasterio de Montserrat, 25 de mayo de 1572)  fue un monje benedictino español en la abadía de Montserrat (Barcelona) que llegó a ocupar altas responsabilidades en su orden.

## Biografía
Fue abad de diferentes conventos de la orden, como el de San Vicente de Salamanca, San Pedro de Arlanza, San Martín de Santiago o Santa María la Real de Nájera. Además, fue un apreciado predicador. Pero donde alcanzó fama fue como traductor, haciendo una traducción al castellano de la regla de Benito de Nursia, fundador de la orden benedictina. Su obra cumbre de traducción fue a Nova traslación e interpretación de los cuatro Evangelios (1573) de la cual existe un manuscrito en El Escorial (Madrid).
Lamentablemente, esta obra no fue editada hasta principios del siglo XX; las razones de su postergación parecen claras: Juan de Robles vivió en plena etapa de la Contrarreforma (siglo XVI), cuando las traducciones de la Sagrada Escritura a lenguas vernáculas ya estaban bajo la prohibición expresa de la Inquisición, agravando este hecho el que Robles no tuviera escrúpulos al hablar de cuestiones controvertidas y del mismo Tribunal.
Sin embargo, el editor (1906) de la traducción de los Evangelios dice de la misma que es una obra notable y clásica, estando convencido de que se trata de la mejor de las conocidas, hecha a conciencia y cotejando los códices más importantes.